# Cryptocentrus leucostictus
Cryptocentrus leucostictus är en fiskart som först beskrevs av Günther 1872.  Cryptocentrus leucostictus ingår i släktet Cryptocentrus och familjen smörbultsfiskar. Inga underarter finns listade i Catalogue of Life.